# 마쓰시타 가즈마
마쓰시타 가즈마(일본어: 松下 和磨, 1982년 6월 25일 ~ )는 일본의 전 축구 선수이다.

## 구단 경력
과거 카탈레 도야마에서 활동하였다.